# Prințesa Catharina-Amalia a Țărilor de Jos
Prințesa Catharina-Amalia a Țărilor de Jos, Prințesă de Orania-Nassau (Catharina-Amalia Beatrix Carmen Victoria; n. 7 decembrie 2003), este primul copil al regelui Willem-Alexander al Țărilor de Jos și al reginei Máxima. Este moștenitoarea tronului neerlandez în urma abdicării bunicii ei, regina Beatrix, și a urcării pe tron a tatălui ei, Willem-Alexander, la 30 aprilie 2013.

## Biografie
Prințesa Catharina-Amalia s-a născut la 17:01 CET la 7 decembrie 2003 la spitalul Bronovo din Haga. A fost botezată la 12 iunie 2004 de reverendul Carel ter Linden la biserica Sf. Jacob din Haga. I-au fost nași unchii ei, Prințul Constantijn și Martin Zorreguieta, precum și Prințesa Moștenitoare Victoria a Suediei. Bunicii materni ai prințesei, cărora li s-a interzis participarea la nunta părinților ei în 2002, din cauza implicării bunicului ei, Jorge Zorreguieta, în regimul generalului Jorge Rafael Videla, au fost prezenți la botez, care a fost un eveniment privat și nu unul de stat.
La 19 iunie 2010, Prințesa Catharina-Amalia a fost domnișoară de onoare la nunta Prințesei Victoria a Suediei. 
Prințesa Catharina-Amalia a fost înscrisă la școala Wassenaar la 10 decembrie 2007. În mod tradițional, cu ocazia zilei ei de naștere are loc un concert la Kloosterkerk, Haga, la care participă ambasadori și membri ai familiei regale și ai Consiliului de Stat din Țările de Jos. Când a împlinit șapte ani, un avion Douglas C-47 Skytrain pe care l-a deținut odată străbunicul ei, Prințul Bernhard de Lippe-Biesterfeld, a fost redenumit după ea.
În urma abdicării reginei Beatrix la 30 aprilie 2013, și a urcării pe tron a tatălui ei, Willem-Alexander, Prințesa Catharina-Amalia a devenit moștenitoarea tronului Țărilor-de-Jos, primind titlul de Prințesă de Orania. În prezent continuă să locuiască la Wassenaar, dar se va muta în cele din urmă împreună cu familia ei la Huis Ten Bosch. Prințesa Catharina-Amalia va ocupa un loc în Divizia consultativă a Consiliului de Stat al Țărilor de Jos la împlinirea vârstei de 18 ani.
Prințesa se numără printre cei mai tineri moștenitori ai vreunui tron european. Ea s-a alăturat astfel clubului exclusivist din care fac parte Prințul de Wales, Ducesa de Brabant, Prințul Moștenitor Frederik al Danemarcei, Prințul Ereditar Alois de Liechtenstein, Prințesa de Asturia, Prințul Moștenitor Haakon al Norvegiei, Prințesa Moștenitoare Victoria a Suediei și Marele Duce Ereditar Guillaume de Luxemburg.